# Тит Аний
Вижте пояснителната страница за други личности с името Тит Аний Луск.
Тит Аний (Луск) (на латински: Titus Annius; (Luscus)) e политик и генерал на Римската република през края на 3 век пр.н.е.
Произлиза от фамилията Ании. Негов прародител e Луций Аний Сеция (претор 340 пр.н.е.).
През 218 пр.н.е. e претор и е триумвир за основаването на римската провинция Цизалпийска Галия. Бие се против галските боии при Мутина.
Баща е на Тит Аний Луск (посланик 172 пр.н.е.), който е баща на Тит Аний Луск (консул 153 пр.н.е. и конструира пътя Виа Ания).